# Садовая (Тульская область)
Садовая — деревня в Белёвском районе Тульской области России. 
В рамках административно-территориального устройства входит в Мишенский сельский округ Белёвского района, в рамках организации местного самоуправления включается в сельское поселение Левобережное. Население - 3 человека (2021).

## География
Расположена в 111 км к юго-западу от Тулы и в 9 км к югу от райцентра, города Белёва.

## История
В 1961 году указом Президиума Верховного Совета РСФСР деревня Собакино переименована в Садовая.

## Население
| 2010 |
| ---- |
| 8    |